# Vavá
Edvaldo Izidio Neto, ismertebb nevén: Vavá (Recife, 1934. november 12. – Rio de Janeiro, 2002. január 19.), egykori kétszeres világbajnok brazil válogatott labdarúgó.
A brazil válogatott tagjaként részt vett az 1952. évi nyári olimpiai játékokon, illetve az 1958-as és az 1962-es világbajnokságon.

## Sikerei, díjai
Vasco da Gama
- Campionato Carioca (3): 1956, 1958

Atlético Madrid
- Spanyol kupagyőztes (2): 1959–60, 1960–61

Palmeiras
- Campionato Paulista (1): 1963

Brazília
- Világbajnok (2): 1958, 1962

## Külső hivatkozások
- Vavá – a FIFA adatbázisában
- Vavá a National-football-teams.com oldalon